# Иванов, Василий Петрович (футболист, 1935)
Василий Петрович Иванов (15 августа 1935, Голосновский район, Воронежская область — 1985, Москва) — советский футболист. Вратарь.

## Карьера
Воспитанник ФШМ Тбилиси. За свою карьеру выступал в советских командах ТАРЗ (Тбилиси), «Динамо» (Тбилиси), ФШМ (Тбилиси), «Торпедо» (Москва), СКВО (Тбилиси), «Спартак» (Москва), ЦСКА. Состоял в ВЛКСМ.